# Bothriembryon whitleyi
Bothriembryon whitleyi é uma espécie de gastrópode da família Orthalicidae.
É endémica da Austrália.